# Парад наций зимних Олимпийских игр 2014
Парад наций на XXII зимних Олимпийских играх прошёл во время церемонии открытия 7 февраля 2014 года на стадионе «Фишт».
Традиционно делегации стран-участниц Олимпийских игр появлялись на стадионе в алфавитном порядке языка страны-организатора Игр, в данном случае русского языка. При этом, также традиционно, были сделаны два исключения. Первыми на стадион вышли представители Греции как страны-прародителя Олимпийских игр. Последними же появились спортсмены и другие члены делегации из страны-организатора. Названия стран объявлялись сначала на официальных языках олимпийского движения — французском и английском, а затем на русском языке (объявлял голос «Первого канала» Алексей Неклюдов)
Наиболее многочисленными (более 200 человек) были делегации России и США, некоторые из 88 стран-участниц были представлены несколькими или даже одним человеком (помимо знаменосца). При выходе ряда команд телекамеры показывали, как их лично приветствуют первые лица соответствующих стран, которые в количестве более четырёх десятков присутствовали на церемонии.
Делегации предваряли девушки в стилизованных русских народных костюмах с кокошниками и двумя кольцами вокруг тела, на которых были написаны названия стран. За ними следовали знаменосцы и команды. Наибольшее количество знаменосцев представляло горнолыжный спорт — 33 человека. Только два флага несли не спортсмены — флаг Азербайджана нёс президент федерации фигурного катания страны Рахман Халилов (в сборной Азербайджана на Играх в Сочи не было ни одного этнического азербайджанца), а олимпийский флаг, под которым в Сочи выступали три представителя Индии, нёс один из волонтёров. Многие члены делегаций шли, делая фото- и видеосъёмку. Один из членов команды Австрии упал, но быстро поднялся и продолжил движение. Российскую делегацию предваряла Ирина Шейк.
Впервые делегации выходили на поле стадиона не со стороны трибун, а из-под поля стадиона в его середине по наклонной рампе в открывшемся проёме. Во время выхода каждой команды на поле стадиона проецировалось большое стилизованное картографическое изображение территории страны, которую представляла эта команда. Команды выходили под миксы, написанные диджеем Леонидом Руденко на основе популярных российских и зарубежных хитов
. Российская команда шла под мэшап «We Will Rock You» группы Queen и «Нас не догонят» группы «Тату».

## Страны и знаменосцы
Розовым выделены знаменосцы-женщины
| №  | Страна                             | Знаменосец              | Вид спорта                   |
| -- | ---------------------------------- | ----------------------- | ---------------------------- |
| 1  | Греция                             | Панайота Цакири         | Лыжные гонки                 |
| 2  | Австралия                          | Алекс Пуллин            | Сноуборд                     |
| 3  | Австрия                            | Марио Штехер            | Лыжное двоеборье             |
| 4  | Азербайджан                        | Рахман Халилов          | Фигурное катание             |
| 5  | Албания                            | Эрён Тола               | Горнолыжный спорт            |
| 6  | Андорра                            | Мирейя Гутьеррес        | Горнолыжный спорт            |
| 7  | Аргентина                          | Кристиан Симари Биркнер | Горнолыжный спорт            |
| 8  | Армения                            | Сергей Микаелян         | Лыжные гонки                 |
| 9  | Британские Виргинские Острова      | Питер Крук              | Фристайл                     |
| 10 | Беларусь                           | Алексей Гришин          | Фристайл                     |
| 11 | Бельгия                            | Ханна Марин             | Бобслей                      |
| 12 | Бермуды                            | Таккер Мёрфи            | Лыжные гонки                 |
| 13 | Болгария                           | Мария Киркова           | Горнолыжный спорт            |
| 14 | Босния и Герцеговина               | Жана Новакович          | Горнолыжный спорт            |
| 15 | Бразилия                           | Жаклин Моран            | Биатлон Лыжные гонки         |
| 16 | Македония                          | Дарко Дамьяновски       | Лыжные гонки                 |
| 17 | Великобритания                     | Джон Или                | Шорт-трек                    |
| 18 | Венгрия                            | Бернадетт Хейдум        | Шорт-трек                    |
| 19 | Венесуэла                          | Антонио Пардо           | Горнолыжный спорт            |
| 20 | Американские Виргинские Острова    | Жасмин Кэмпбелл         | Горнолыжный спорт            |
| 21 | Германия                           | Мария Хёфль-Риш         | Горнолыжный спорт            |
| 22 | Гонконг                            | Пань То Бартон Лю       | Шорт-трек                    |
| 23 | Грузия                             | Нино Циклаури           | Горнолыжный спорт            |
| 24 | Дания                              | Лене Нильсен            | Кёрлинг                      |
| 25 | Доминика                           | Гари Ди Сильвестри      | Лыжные гонки                 |
| 26 | Зимбабве                           | Люк Штейн               | Горнолыжный спорт            |
| 27 | Израиль                            | Владислав Быканов       | Шорт-трек                    |
| 28 | Иран                               | Хосейн Саве-Шемшаки     | Горнолыжный спорт            |
| 29 | Ирландия                           | Конор Лайн              | Горнолыжный спорт            |
| 30 | Исландия                           | Сэвар Биргиссон         | Лыжные гонки                 |
| 31 | Испания                            | Хавьер Фернандес        | Фигурное катание             |
| 32 | Италия                             | Армин Цёггелер          | Санный спорт                 |
| 33 | Казахстан                          | Ердос Ахмадиев          | Лыжные гонки                 |
| 34 | Каймановы острова                  | Доу Трэверс             | Горнолыжный спорт            |
| 35 | Канада                             | Хейли Виккенхайзер      | Хоккей                       |
| 36 | Кипр                               | Константинос Папамихаил | Горнолыжный спорт            |
| 37 | Кыргызстан                         | Дмитрий Трелевский      | Горнолыжный спорт            |
| 38 | Китай                              | Тун Цзянь               | Фигурное катание             |
| 39 | Латвия                             | Сандис Озолиньш         | Хоккей                       |
| 40 | Ливан                              | Алекс Мохбат            | Горнолыжный спорт            |
| 41 | Литва                              | Дейвидас Стагнюнас      | Фигурное катание             |
| 42 | Лихтенштейн                        | Тина Вайратер           | Горнолыжный спорт            |
| 43 | Люксембург                         | Кари Петерс             | Лыжные гонки                 |
| 44 | Мальта                             | Элис Пеллегрен          | Горнолыжный спорт            |
| 45 | Марокко                            | Адам Ламхамеди          | Горнолыжный спорт            |
| 46 | Мексика                            | Хубертус фон Гогенлоэ   | Горнолыжный спорт            |
| 47 | Молдова                            | Виктор Пынзару          | Биатлон                      |
| 48 | Монако                             | Оливье Жено             | Горнолыжный спорт            |
| 49 | Монголия                           | Болд Бямбадорж          | Лыжные гонки                 |
| 50 | Независимые олимпийские спортсмены | Волонтёр                |                              |
| 51 | Непал                              | Дачири Шерпа            | Лыжные гонки                 |
| 52 | Нидерланды                         | Йорин тер Морс          | Конькобежный спорт Шорт-трек |
| 53 | Новая Зеландия                     | Шейн Доббин             | Конькобежный спорт           |
| 54 | Норвегия                           | Аксель Лунд Свиндал     | Горнолыжный спорт            |
| 55 | Пакистан                           | Мухаммад Карим          | Горнолыжный спорт            |
| 56 | Парагвай                           | Хулия Марино            | Фристайл                     |
| 57 | Перу                               | Роберто Карселен        | Лыжные гонки                 |
| 58 | Польша                             | Давид Купчик            | Бобслей                      |
| 59 | Португалия                         | Артур Хансе             | Горнолыжный спорт            |
| 60 | Республика Корея                   | Ли Гю Хёк               | Конькобежный спорт           |
| 61 | Румыния                            | Ева Тофалви             | Биатлон                      |
| 62 | Сан-Марино                         | Винченцо Микелотти      | Горнолыжный спорт            |
| 63 | Сербия                             | Миланко Петрович        | Биатлон Лыжные гонки         |
| 64 | Словакия                           | Здено Хара              | Хоккей                       |
| 65 | Словения                           | Томаж Разингар          | Хоккей                       |
| 66 | США                                | Тодд Лодвик             | Лыжное двоеборье             |
| 67 | Таджикистан                        | Алишер Кудратов         | Горнолыжный спорт            |
| 68 | Таиланд                            | Канес Сучаритакул       | Горнолыжный спорт            |
| 69 | Тайвань                            | Сун Цинъян              | Конькобежный спорт           |
| 70 | Восточный Тимор                    | Йоанн Гутт Гонсалвеш    | Горнолыжный спорт            |
| 71 | Того                               | Матильда Птижан         | Горнолыжный спорт            |
| 72 | Тонга                              | Бруно Банани            | Санный спорт                 |
| 73 | Турция                             | Альпер Учар             | Фигурное катание             |
| 74 | Узбекистан                         | Ксения Григорьева       | Горнолыжный спорт            |
| 75 | Украина                            | Валентина Шевченко      | Лыжные гонки                 |
| 76 | Филиппины                          | Майкл Мартинес          | Фигурное катание             |
| 77 | Финляндия                          | Энни Рукаярви           | Сноуборд                     |
| 78 | Франция                            | Джейсон Лами-Шаппюи     | Лыжное двоеборье             |
| 79 | Хорватия                           | Ивица Костелич          | Горнолыжный спорт            |
| 80 | Черногория                         | Тарик Хаджич            | Горнолыжный спорт            |
| 81 | Чехия                              | Шарка Страхова          | Горнолыжный спорт            |
| 82 | Чили                               | Доминик Охако           | Фристайл                     |
| 83 | Швейцария                          | Симон Амман             | Прыжки на лыжах              |
| 84 | Швеция                             | Андерс Сёдергрен        | Лыжные гонки                 |
| 85 | Эстония                            | Индрек Тобрелутс        | Биатлон                      |
| 86 | Ямайка                             | Марвин Диксон           | Бобслей                      |
| 87 | Япония                             | Аюми Огасавара          | Кёрлинг                      |
| 88 | Россия                             | Александр Зубков        | Бобслей                      |